# اسمي ثورة (رواية)
اسمي ثورة هي مذكرات للكاتبة المصرية منى برنس، نُشرت باللغة العربية عام 2012 عن دار روايات للنشر، ثم صدرت الترجمة باللغة الإنجليزية للكاتبة سامية محرز في عام 2014. المذكرات تحتوي على 304 صفحات ،وتقدم رواية مباشرة لِتجارب وملاحظات برنس خلال الأيام الثمانية عشر للثورة المصرية عام 2011 في ميدان التحرير. تمتد المذكرات من 25 يناير إلى 11 فبراير 2011، وتقدم منظورًا فريدًا للأحداث التي أدت إلى الإطاحة بالرئيس حسني مبارك.
حظيت المذكرات بإشادة واسعة النطاق وتم إدراجها في القائمة المختصرة لجائزة البوكر العربية الدولية للرواية العربية لعام 2015. وقد عزز هذا الاعتراف الأهمية الأدبية والتاريخية للكتاب باعتباره سجلاً مقنعاً للثورة من مستوى الأرض.
يتبع كتاب "اسمي ثورة" حياة منى برنس، أستاذة الأدب الإنجليزي، وهي تغمر نفسها في الاحتجاجات واحتلال ميدان التحرير. ومن خلال سردها الحي، يلتقط الكتاب الطاقة والرفقة والتحولات الشخصية التي تتكشف وسط الحماسة الثورية. كما يقدم نظرة من الداخل إلى التجربة المدنية الشعبية للانتفاضة، بما يتجاوز روايات وسائل الإعلام السائدة. 

## العلاقة بالثورة المصرية
باعتبارها رواية شاهد عيان، يقدم كتاب "اسمي ثورة" منظورًا أدبيًا فريدًا عن الثورة المصرية عام 2011. وتُقدَّر المذكرات لقدرتها على نقل الدراما الإنسانية والعواطف والتجارب الفردية التي شكلت الأيام الثمانية عشر التاريخية في ميدان التحرير. من خلال التركيز على منظور مواطن عادي تحول إلى ناشط، يعطي الكتاب صوتًا للحركة الشعبية التي أطاحت بنظام مبارك.

## الشخصيات
في قلب المذكرات توجد منى برنس نفسها، التي تم تسجيل رحلتها الشخصية في الصحوة السياسية والمشاركة في الثورة بالتفصيل. كما يضم الكتاب المتظاهرين المختلفين والزملاء الناشطين وقوات الأمن الذين واجهتهم برنس وتفاعلت معهم خلال الأيام الثمانية عشر في ميدان التحرير.

## سرد الأحداث
يقدم كتاب " اسمي ثورة" سردًا يوميًا للأحداث الثورية المتكشفة، من الاحتجاجات الأولية في 25 يناير إلى الذروة النهائية باستقالة مبارك في 11 فبراير. تقدم تجارب برنس وملاحظاتها المباشرة للقراء نظرة غامرة للطاقة والعواطف والشعور بالوحدة التي ميزت احتلال ميدان التحرير.

## النقد والتأثير
حظيت المذكرات بإشادة واسعة النطاق لتصويرها الخام وغير المصفى للثورة من منظور فردي. وقد أكد النقاد على أن الكتاب يعبر عن تجربة المدنيين في الثورة، متجاوزًا الروايات الإعلامية السائدة. كما عزز ترشيح الكتاب لجائزة البوكر العربية من الأهمية الأدبية والتاريخية لرواية "اسمي ثورة" باعتبارها مساهمة قيمة في توثيق هذه اللحظة المحورية في تاريخ مصر.

## الدوافع وكيفية كتابة منى برنس لرواية اسمي ثورة عام 2012
كتبت منى برنس هذه الرواية في محاولة منها لفهم الأحداث المعقدة للثورة المصرية عام 2011 والتي شاركت فيها بنفسها. فقد كان هناك محاولات لتشويه الثورة والتقليل من شأنها، لذلك كانت برنس ترغب في التعبير عن وجهة نظرها الخاصة كمشاركة نشطة في الاحتجاجات. وقد دعت برنس جميع من شارك في الثورة إلى أن يدونوا كل ما شاهدوه لضمان عدم التزوير أو التشويه لتلك الأحداث. في كتابتها للرواية، اعتمدت برنس على الأسلوب الاسترجاعي، حيث اعتمدت على ذاكرتها الخاصة وشهادات أصدقائها. وبذلك حاولت خلق رؤية متكاملة للثورة من وجهات نظر مختلفة كالشارع واللجنة الشعبية. وجاء إصدار الكتاب متزامنًا مع إعلان برنس دخولها للمشهد السياسي والترشح للرئاسة المصرية.